# Michele Morrone
Michele Morrone (phát âm tiếng Ý: [miˈkɛːle morˈroːne]; sinh ngày 3 tháng 10 năm 1990) là một nam diễn viên, người mẫu, ca sĩ và nhà thiết kế thời trang người Ý. Anh được mọi người biết đến nhiều nhất qua vai diễn Massimo Torricelli trong bộ phim truyền hình mang nhiều yếu tố nhạy cảm mang tên 365 Days. Bộ phim đã phá kỷ lục của Netflix kể từ khi phát hành vào ngày 7 tháng 6 năm 2020.

## Đầu đời
Morrone sinh ngày 3 tháng 10 năm 1990, tại Bitonto, Ý. Anh có ba chị gái và một anh trai, và là con út trong gia đình. Cha anh làm công nhân xây dựng và mất năm 2002 khi Morrone mới 12 tuổi. Mẹ anh, Angela, một thợ may và cha anh, Natale  đều đến từ Bitonto nhưng chuyển đến Melegnano khi các con của họ còn nhỏ để tìm kiếm cơ hội việc làm tốt hơn.

## Đời tư
Morrone kết hôn với Rouba Saadeh, một nhà tạo mẫu người Lebanon, vào năm 2014. Cặp đôi đã có một hôn lễ dân sự ở Ý, và Lebanon dưới nghi lễ thân mật với sự tham gia của  20 khách mời. Morrone trở thành cha ở tuổi 23 và có hai con trai, Marcus (sinh năm 2014) và Brando (sinh năm 2018). Morrone và Saadeh ly hôn vào năm 2018 sau khi bên nhau gần 8 năm. Vào năm 2019, một tạp chí Ý, Chi, đã đăng những bức ảnh của Morrone với một vũ công ba lê người Ý, Elena D'Amario, và tuyên bố rằng anh ta đang lừa dối Saadeh. Sau khi những bức ảnh được đăng tải, Morrone đã tự bảo vệ mình trong một bài đăng trên Instagram khi tiết lộ rằng anh và vợ đã ly hôn.

## Phim đã đóng

### Phim ảnh
| Năm  | Tên phim                 | Vai diễn           | Ghi chú            |
| ---- | ------------------------ | ------------------ | ------------------ |
| 2017 | Who's the Beast          | Peter              | Short film         |
| 2018 | L'ultimo giorno del toro | —                  |                    |
| 2019 | Bar Giuseppe             | Luigi              |                    |
| 2020 | 365 Days                 | Massimo Torricelli |                    |
| 2020 | Duetto                   | Marcello Bianchini | In post-production |

### Phim truyền hình
| Năm  | Tên phim             | Vai diễn          | Ghi chú                      |
| ---- | -------------------- | ----------------- | ---------------------------- |
| 2015 | Provaci ancora prof! | Bruno Sacchi      | Episode: "Passioni sprecate" |
| 2017 | Sirene               | Ares aka Gegè     | TV series                    |
| 2018 | Renata Fonte         | Marcello My       | Television film              |
| 2019 | Medici               | Ship Captain      | 2 episodes                   |
| 2019 | The Trial            | Claudio Cavalleri | 8 episodes                   |